# 梵蒂岡天文台
梵蒂岡天文台（Specola Vaticana）是梵蒂岡進行天文研究和教育的機構，總部設在義大利首都羅馬近郊的甘多尔福堡，也是教宗在夏天的居所，所屬的梵蒂岡天文台研究小組則附設在亞利桑那大學的史都華天文台內，現任的主任是谷里·康索爾馬尼奧（2015年上任）。
這個天文台在美國亞利桑那州靠近沙佛的葛拉漢山有一台1.8米的望遠鏡，鏡片是史都華天文台鏡片研究所研製的第一個鏡片，與位在當地的研究所一起被稱為梵蒂岡先進技術望遠鏡（VAIT）。

## 歷史
正式的梵蒂岡天文台設在義大利的「Osservatorio Pontificio」，安傑洛·西奇神父將這個天文台遷建至羅馬的St. Ignatius教堂的頂樓。
在羅馬的時期，梵蒂岡天文台提供了時間的服務，但是在西奇神父的主持下，天文台對19世紀後期的天文學有著巨大的貢獻，特別是西奇神父特別熱衷於其中的太陽。
在西奇神父於1878年逝世後，它的繼承者被逐出了天文台，名稱也被改為「Regio Osservatorio al Collegio Roman」（現為宗座额我略大学），或者說是在羅馬大學的皇家天文台。這個天文台持續運作至1923年，在1930年代又重新啟用。

## 外部連結
- Catholic Encyclopedia: Vatican Observatory （页面存档备份，存于）
- 梵蒂岡天文台的首頁